# 6637 Inoue
6637 Inoue este un asteroid din centura principală de asteroizi.

## Descriere
6637 Inoue este un asteroid din centura principală de asteroizi. A fost descoperit pe 3 decembrie 1988 la Kitami de Kin Endate și Kazuro Watanabe. El prezintă o orbită caracterizată de o semiaxă mare de 2,41 ua, o excentricitate de 0,05 și o înclinație de 4,7° în raport cu ecliptica.